# 대설부
《대설부》는 1987년 1월 18일에 MBC TV에서 방영된 베스트셀러극장이다.

## 줄거리
주인공 '나'(길용우)는 대학 화공학과를 졸업한 후 같은 과 조교로 근무중이다. '나'는 갑작스러운 형(박영규)의 죽음에 충격을 받고 실험실에 쳐박혀 실험만 하고 있다. 어느 날 한 여인(허윤정)이 '나'의 실험실로 찾아와 죽은 형에 대해 이야기를 나누고, '나'는 그녀가 형의 애인이었음을 알게 된다. 이후 '나'는 그녀와 몇 차례 만나면서 과거 형과의 관계를 회상하는데...

## 출연
- 길용우
- 허윤정
- 정한헌
- 박순천
- 원미원
- 박영규
- 박광영
- 이호재
- 이수나
- 박영지
- 최은숙
- 김명희
- 서권순
- 홍성선
- 문혜란
- 조형기
- 양택조
- 이상숙
- 최성철
- 김주영
- 이경순
- 정호근
- 오세장
- 장효선
- 이진우
- 유옥주
- 김영석
- 박상원
- 류정화
- 한송이
- 전미선
- 윤선민
- 홍관의
- 임정원
- 이봉규
- 박지영